# Océano Austral
El océano Austral (denominación no reconocida por la Organización Hidrográfica Internacional) u océano Antártico (denominado asimismo oceáno Glacial Antártico, mar Glacial Antártico u océano Meridional), es una parte del océano mundial. En general, se reconoce su existencia desde las costas de la Antártida hasta los 60° sur, límite convencional con el Atlántico, Pacífico e Índico. Es el penúltimo océano en extensión, siendo el Glacial Ártico el más pequeño. La Organización Hidrográfica Internacional definió su extensión y existencia en 2000, coincidiendo con los límites de aplicación del Tratado Antártico, pero la decisión no fue ratificada sino hasta el 8 de junio de 2021, en el Día Internacional de los Océanos, por consenso de la National Geographic Society. Esta última reconoció la existencia del océano Antártico, como el quinto océano de la Tierra, por su ecosistema único y características diferentes al resto de los océanos, cuyo límite externo corresponde con la corriente circumpolar antártica.
El océano Austral rodea completamente a la Antártida, y junto al Glacial Ártico son los únicos océanos en circundar el mundo de forma completa. Tiene una superficie de 20 327 000 km², una cifra que comprende a los mares periféricos, que en sentido horario son: parte del pasaje de Drake (o mar de Hoces), parte del mar de Scotia, mar de Weddell, mar del Rey Haakon VII, mar de Lázarev, mar de Riiser Larsen, mar de los Cosmonautas, mar de la Cooperación, mar de Davis, mar de Mawson, mar de Urville, mar de Somov, mar de Ross, mar de Amundsen, y el mar de Bellingshausen. La tierra firme es visible sobre el océano con 17 968 km de costa.

## Existencia y definiciones

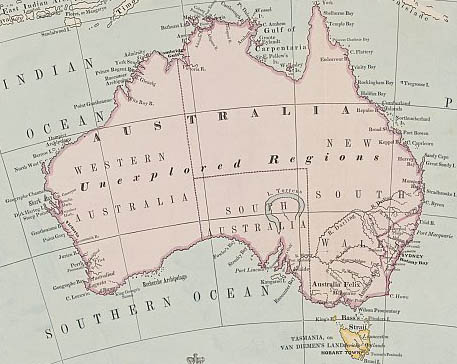
Mapa de Australia mostrando el Southern Ocean inmediatamente sobre su costa sur.

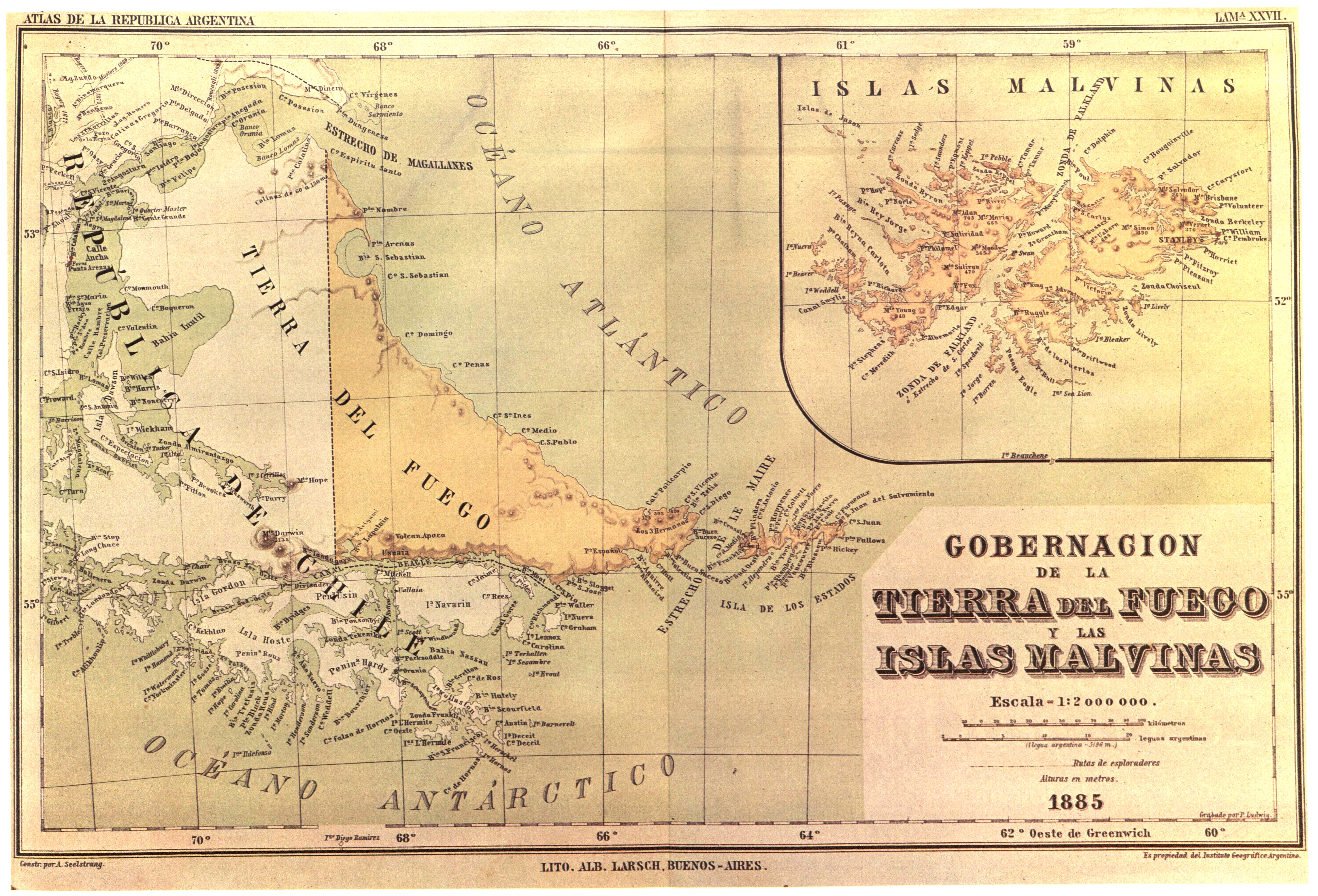
Mapa del Instituto Geográfico Argentino (organismo no estatal) de 1885 mostrando el «océano Antárctico» (sic) bañando por el sur las islas del archipiélago de Tierra del Fuego.

Distintas organizaciones y países tienen puntos de vista que difieren respecto a la existencia y extensión del océano Antártico, aunque su presencia es tradicional en círculos marineros.
La 1.ª (de 1923) y 2.ª edición (de 1937) de Limits of Oceans and Seas, publicación de la Organización Hidrográfica Internacional (OHI), incluyeron una definición de un océano alrededor de la Antártida.

a) SOUTHERN OCEAN:
 Northern limit. The rhumb line joining the point situated 1 Mile South of Cape Horn in Lat. 56° S. to the point situated in Lat. 40° S., Long. 20° E. From this point, the parallel of 40° South latitude towards the East as far as the meridian 115° East. From this point, the rhumb line to the point situated in Lat. 56° S., Long. 166° E. (South of Auckland I.) and thence, the parallel 56° S. as far as the point situated 1 Mile South of Cape Horn.

Sin embargo, este océano no apareció en la 3.ª edición (de 1953) debido a la dificultad para ponerse de acuerdo sobre su límite norte, siendo prolongados los océanos Atlántico, Índico y Pacífico hasta la Antártida. Una nota aclara su omisión en la publicación:

Los términos "Antarctic o Southern Ocean" han sido omitidos en esta publicación, ya que la mayoría de opiniones recibidas desde la publicación de la 2ª Edición en 1937 son que no existe ninguna justificación real para aplicar el término Océano a esta masa de agua, cuyos límites al norte son difíciles de establecer, debido a su cambio estacional. Los límites de los Océanos Atlántico, Pacífico e Índico han sido pues ampliados al Sur hacia el Continente Antártico. Se deja decidir a los Servicios Hidrográficos que editan publicaciones separadas que tratan sobre esta zona sobre sus propios límites al norte (Gran Bretaña utiliza la Latitud de 55 Sur.)

En el proyecto de la 4.ª edición se consultó en 1972 a los países miembros de la OHI, para 1976 habían respondido 32 países expresando la mayoría su preferencia por el nombre Antarctic Ocean. Solo Australia, Nueva Zelanda y el Reino Unido se pronunciaron por Southern Ocean y Chile prefirió Antarctic Glacial Ocean. Brasil y Estados Unidos se opusieron a la definición de un nuevo océano. Sobre el límite norteño existieron divergencias con proyectos presentados por el Reino Unido, Australia, Nueva Zelanda, Noruega y por varios países que propusieron la línea de la convergencia antártica. En 1986 se decidió no incluir al océano Glacial Antártico en el proyecto de la 4.ª edición, que no fue aprobado en 1998.
Un nuevo proyecto fue puesto a consideración de los 68 países miembros de la OHI, de los que para 1999 habían respondido 28 afirmativamente a la pregunta de si aceptaban definir un nuevo océano rodeando a la Antártida, mientras que Argentina respondió negativamente. De los que lo aceptaron como océano, 18 países se definieron porque el nombre en inglés fuera Southern Ocean, mientras que los otros 10 prefirieron Antarctic Ocean. Con respecto al límite norte, 14 votos fueron para que fuera el paralelo 60° Sur, 7 para que fuera el paralelo 50° Sur, 5 aceptaron la propuesta australiana y 3 se inclinaron por el paralelo 35° Sur.
El borrador del proyecto de la 4.ª edición de Limits of Oceans and Seas fue comunicado mediante la circular CL55 del 7 de noviembre de 2001, reconociendo la existencia del océano Meridional con límite norte provisional en el paralelo 60° Sur. El proyecto final fue comunicado mediante la circular CL30 del 9 de agosto de 2002, pero luego retirado para nueva revisión el 19 de septiembre de 2002. En consecuencia, lo definido en 1953 por la OHI continúa en vigencia hasta que una nueva edición de Limits of Oceans and Seas sea aprobada por los Estados miembros.

## Geografía
El océano Antártico incluye la corriente circumpolar antártica (que circula alrededor de la Antártida), el mar de Amundsen, el de Bellingshausen, partes del pasaje de Drake, el mar de Ross, el de Cooperación, el de Cosmonautas, una parte pequeña del mar de Scotia, y el mar de Weddell. Su área total comprende 20 327 000 kilómetros cuadrados.
El Glacial Antártico difiere de los otros océanos en que es el único que no se delimita por masas continentales y sus proyecciones, sino que es un continuo con los océanos Atlántico, Índico y Pacífico. Esto es así por la singularidad de la corriente circumpolar, único que hace la vuelta al planeta y que aísla físicamente sus aguas de las del resto de mares vecinos, creando un conjunto de características físicas, químicas y ambientales coherente con su individualización como océano.
Varios procesos operan a lo largo de la costa de la Antártida para producir, al océano Austral, algunos tipos de masa de agua que no se encuentran en otras partes de los océanos del hemisferio sur. Una de ellas es el agua antártica de fondo, muy fría, de alta salinidad y de densidad elevada, que se forma bajo el mar de hielo.
El océano del Sur, geológicamente el más joven de los océanos, se formó cuando la Antártida y América del Sur se separaron con la apertura del pasaje de Drake (llamado también mar de Hoces), hace aproximadamente 30 millones de años. La separación de los continentes permitió la formación de la corriente circumpolar antártica.

### Islas
Por la naturaleza de su suelo, el océano Antártico tiene pocas islas, con excepción de aquellas situadas cercanas a la costa del continente antártico. Sin embargo, podemos citar las pocas islas lejanas al continente:
- las islas Balleny: forman una cadena de islas deshabitadas, al límite del círculo polar antártico. (66°55′S 163°45′E / -66.917, 163.750)
- la isla Bouvet: es una isla bajo soberanía noruega situada en el Atlántico Sur, a 1600 km de las costas de la Tierra de la Reina Maud. No está situada en el océano Antártico pero pertenece al continente (54°26′S 3°24′E / -54.433, 3.400)
- la isla Joinville: es la más grande del archipiélago de islas subantárticas del mismo nombre, que se extiende al extremo nordeste de la Península Antártica. (63°15′S 55°45′O / -63.250, -55.750)
- las islas Orcadas del Sur: son un archipiélago antártico ubicado entre los 60° 50′ y los 60° 83′ de latitud sur, y entre los 44° 25′ y los 46° 26′ de longitud oeste.
- la isla Pedro I: es una isla de origen volcánico situada en el Mar de Bellingshausen. (68°51′S 90°35′O / -68.850, -90.583)
- la isla Scott: es una pequeña isla deshabitada de origen volcánico que se encuentra en el mar de Ross, en el océano antártico, a 505 kilómetros al nordeste del cabo Adare. (67°22′S 179°54′O / -67.367, -179.900)
- las islas Shetland del Sur: un archipiélago de islas antárticas situadas unas 120 km al norte de la Península Antártica; no tienen una soberanía muy establecida. (62°0′S 58°0′O / -62.000, -58.000)

### Fondo oceánico
El Glacial Antártico es profundo, de 4000 a 5000 metros en la mayoría de su extensión, con sólo áreas limitadas de aguas poco profundas. La plataforma continental antártica es generalmente estrechada e inusualmente profunda, con el borde a profundidades de 400 a 800 metros (la media global es de 133 metros).
La profundidad máxima es de 7235 metros, en la Fosa de las Islas Sandwich del Sur (60°0′S 0°24′O / -60.000, -0.400)

### Banquisa y corrientes

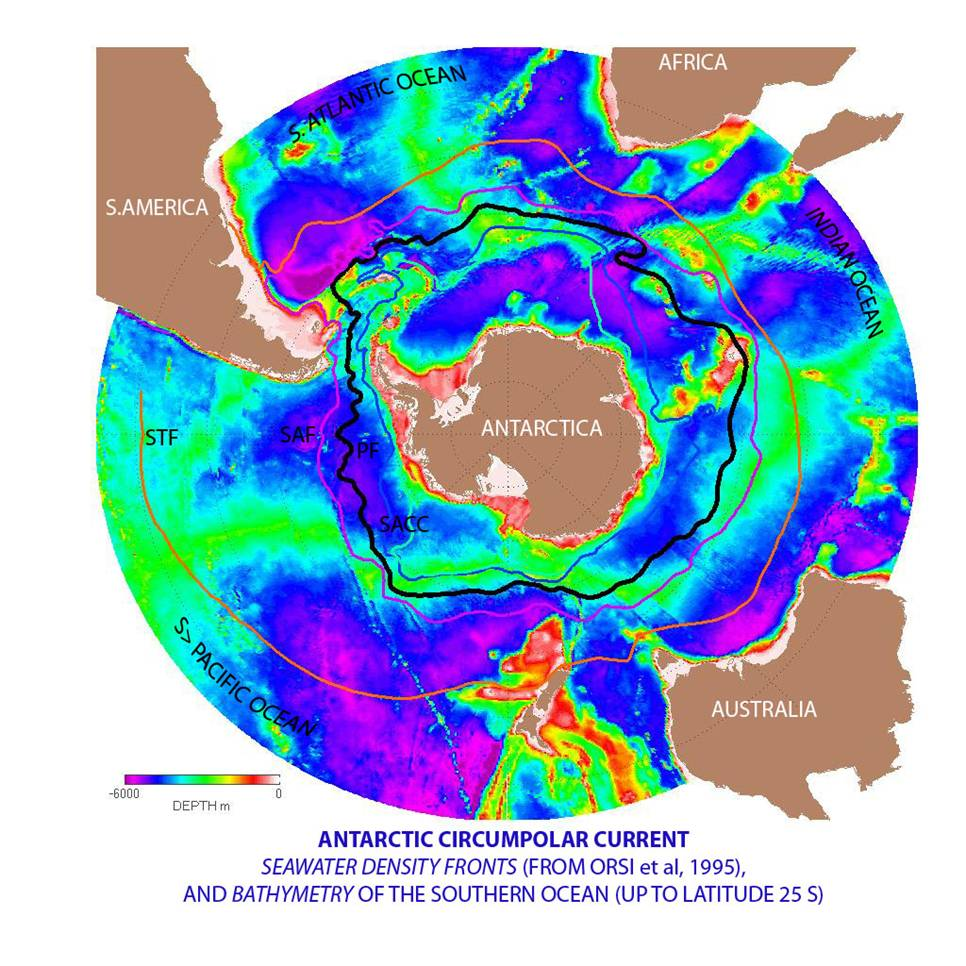
Corriente antártica circumpolar

La capa de hielo antártica, al ritmo de las estaciones, crece desde una media mínima de 2,6 millones de kilómetros cuadrados en marzo hasta unos 18,8 millones de kilómetros cuadrados en septiembre, más de 7 veces en área. Unos cuántos procesos que operan a lo largo de la costa de Antártida producen un tipo de masas oceánicas que no se encuentran en ninguna parte más del hemisferio sur. Una de estas es el fondo de agua antártico, muy frío, altamente salino, y denso que se forma bajo la banquisa.
La corriente antártica circumpolar, de 21 000 km de longitud, se mueve perpetuamente hacia el este; es la corriente oceánica más fuerte, y transporta 130 millones de metros cúbicos de agua por segundo -100 veces el flujo de todos los ríos del mundo, y el único que da la vuelta al mundo entero.

### Comparación con el océano Ártico
En muchos aspectos, el océano Antártico es el contrario del océano Ártico, situado en el extremo opuesto de la Tierra.
| Océano Ártico                                                | Océano Antártico                                             |
| ------------------------------------------------------------ | ------------------------------------------------------------ |
| Rodeado por Eurásia y Norteamérica                           | Rodea el Antártida                                           |
| Océano más caliente modera el clima de las tierras más frías | Las masas de hielo continental enfrían y alimentan el océano |
| Los ríos derraman agua dulce al océano                       | El deshielo de glaciares le proporciona el agua dulce        |
| El hielo se forma en el centro del océano                    | El hielo se forma en la costa antártica                      |

### Efecto de ventilación
El agua de las profundidades antárticas es la más densa, la más fría y la más oxigenada de todas las aguas de los océanos. Según algunas opiniones, hay que considerarla «la ventilación de las aguas profundas» de todo el mundo.

## Bioma

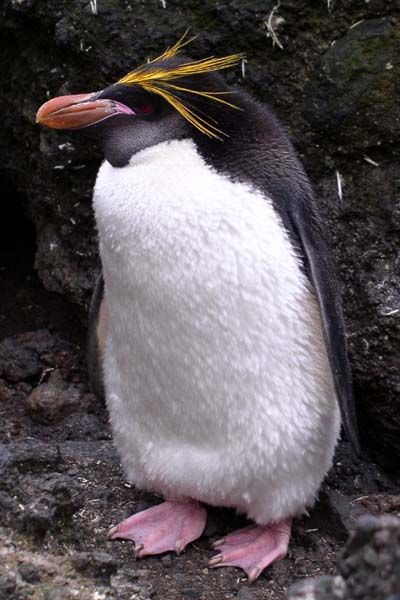
Pingüino macaroni (Eudyptes chrysolophus)

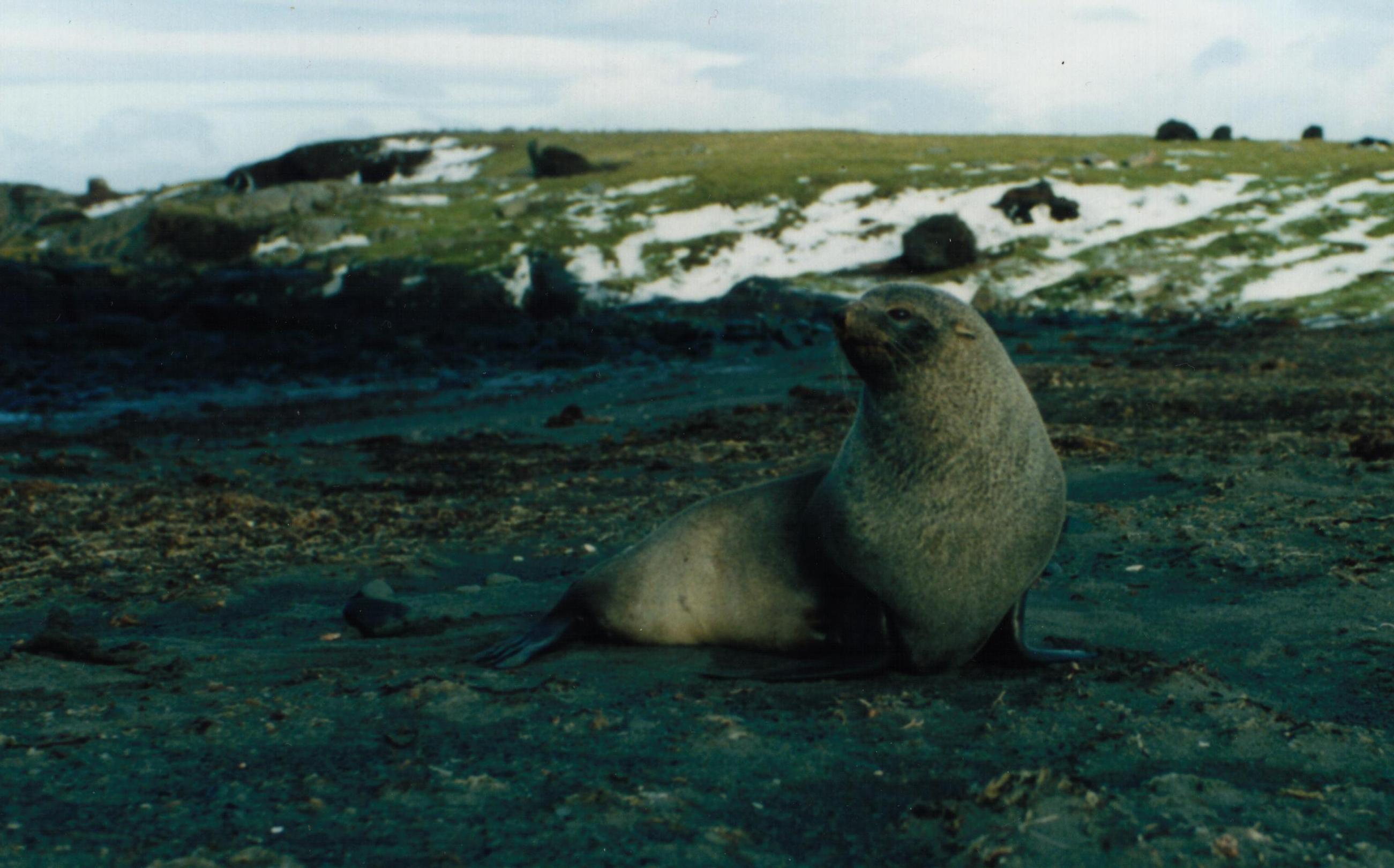
Macho de oso marino antártico (Arctocephalus gazella)

Tiene pocas especies de animales y vegetales, pero, en cambio, sus poblaciones son muy numerosas (especialmente las de esponjas, las cuales parece que son tan abundantes como en los mares de clima tropical). Además, podemos encontrar tanto seres muy pequeños (como por ejemplo, el fitoplancton y el kril) como los más grandes que han existido nunca en nuestro planeta (el rorcual azul -Balaenoptera musculus-).

### Flora
En cuanto a la flora, los organismos autótrofos marinos son los únicos representantes: fitoplancton y algas marinas.

### Crustáceos
Los crustáceos eufausiáceos (sobre todo de la especie Euphausia superba) son el elemento básico de la cadena alimentaria, puesto que se alimentan de plancton y ellos mismos son el alimento básico de peces, pájaros, pinnípedos y cetáceos.

### Peces
Los peces que encontramos pertenecen a grupos primitivos, especialmente en el grupo endémico de los nototénidos. Son peces de clima polar que se han adaptado muy bien a vivir en ambientes fríos mediante la producción de moléculas anticongelantes, las cuales impiden el crecimiento de cristales de hielo en el interior de sus cuerpos.

### Aves
También acostumbran a ser endémicos de este océano. Así, hay diversas especies de pingüinos (como por ejemplo, el pingüino emperador -Aptenodytes forsteri-, el pingüino de Adelia -Pygoscelis adeliae-, el pingüino juanito -Pygoscelis papua-, el pingüino barbijo -Pygoscelis antarctica-, el pingüino rey -Aptenodytes patagonicus-, Eudyptes chrysocome, el pingüino macaroni -Eudyptes chrysolophus-, etc.), albatros (Diomedea), petreles (Procellaria, Oceanites), fulmares o petrels glaciales (Fulmarus), cormoranes (Phalacrocorax), gaviotines (Sterna) y págalos (Stercorarius).

### Mamíferos
Destacan las ballenas (Balaena, Balaenoptera), las focas (Lobodon, Hydrurga), los leones marinos (Arctocephalus) y los elefantes marinos (Mirounga). Son muy adaptados a las frías condiciones ambientales antárticas porque tienen una gruesa capa de grasa bajo la piel o una capa de pelaje denso. De entre los más representativos tenemos la foca de Weddell (Leptonychotes weddellii), la foca de Ross (Ommatophoca rossii), la foca cangrejera (Lobodon carcinophagus), la foca leopardo (Hydrurga leptonyx), el elefante marino meridional (Mirounga leonina), el oso marino antártico (Arctocephalus gazella), el rorcual azul (Balaenoptera musculus), el rorcual común (Balaenoptera physalus), el rorcual boreal (Balaenoptera borealis), la ballena franca comuna (Eubalaena australis), la ballena jorobada (Megaptera novaeangliae), el rorcual aliblanco (Balaenoptera acutorostrata), el zifio calderón austral (Hyperoodon planifrons), el cachalote (Physeter macrocephalus), el zifio de Arnoux (Berardius arnuxii) y el delfín cruzado (Lagenorhynchus cruciger), la única especie de delfín que habita estas aguas.
- nota: la población de focas (ahora protegidas) se está recuperando después de una sobreexplotación severa de los siglos XVIII y XIX.

## Peligros naturales
Aparecen grandes témpanos de hielo durando todo el año, con vainicas de bastantes centenares de metros; pequeños bloques de hielo y fragmentos de iceberg; hielo marino (generalmente de 0,5 a 1 metro de grueso) con variaciones dinámicas a corto plazo y grandes variaciones anuales e interanuales que ponen en peligro los barcos. Además la plataforma continental profunda está cubierta de depósitos glaciales que varían mucho en distancias cortas.
Los marineros conocen las latitudes de los 40 a los 70 grados sur como los "rugents cuarenta", los "furiosos cincuenta" y los "grinyolants setenta", puesto que los vientos fuertes y las olas altas que se forman a todo el voltio del globo terrestre sin ningún impedimento de las masas continentales. El hielo a los barcos, especialmente de mayo a octubre hace el área todavía más peligrosa. Además, hay una carencia de puntos de socorros y rescate por la lejanía de la región.

## Clima
La temperatura del mar varía de +10 °C a −2 °C. Tempestades ciclónicas se mueven hacia el Este girando en torno al continente antártico y son frecuentemente de fuerte intensidad, y causadas por la diferencia de temperatura entre los hielos y el océano abierto.
La superficie oceánica comprende entre los 40° de latitud Sur y la Corriente Circumpolar Antártica que tiene los vientos más fuertes del planeta. En invierno el océano se hiela hasta los 65° S en dirección del Pacífico y hasta los 55° S en dirección del Atlántico, llevando la temperatura superficial bajo cero. En algunas costas, los fuertes y constantes vientos provenientes del interior mantienen la costa libre de hielo también en invierno.
La banquisa que se forma en torno al continente antártico, de alrededor de 1 m de profundidad, posee un rango cuyo mínimo es de 2,6 millones de km², en marzo, hasta un máximo de 18,8 millones de km² en septiembre, un aumento de más de siete veces. La Corriente Circumpolar Antártica, de 21 000 km de largo, se mueve eternamente hacia el Este. Es una de las corrientes más grandes del mundo y transporta 130 millones de m³/s, 100 veces más que todos los ríos de la Tierra juntos. Las olas pueden ser muy altas. Los icebergs antárticos pueden poseer dimensiones imponentes, extendiéndose por kilómetros y constituyen un peligro para la navegación.
El punto más profundo del océano se encuentra en el extremo meridional de la fosa de las Sandwich del Sur y alcanza 7235 m de profundidad.

## Mesetas de hielo
Los glaciares e inlandsis antárticos que se han extendido y flotan sobre la superficie del océano han formado un amplio sistema de mesetas (o barreras) de hielo. Pedazos de estas mesetas que están conectadas a los glaciares en tierras firme se rompen y forman campos de hielo y témpanos de hielo (o iceberg). Debido al calentamiento global algunas de estas masivas mesetas se están derritiendo, contribuyendo a la subida del nivel superficial del agua

## Fondo oceánico

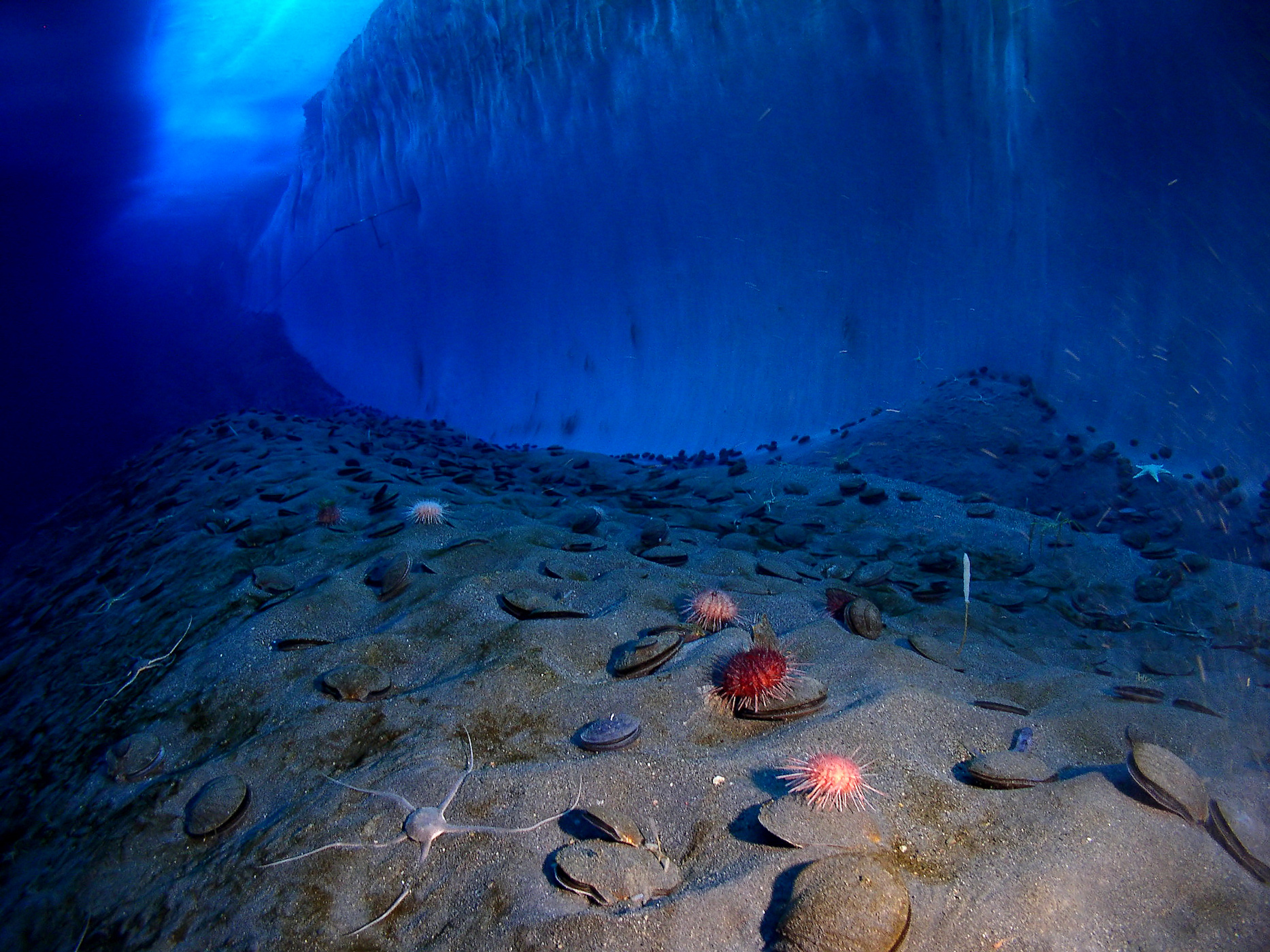
Fondo marino junto al hielo en el océano Glacial Antártico.

El océano Glacial Antártico, con una profundidad media de 3270 m, es un océano profundo con pocas zonas estrechas de aguas poco profundas. La plataforma continental antártica es estrecha y relativamente profunda con respecto a las otras: de los 400 a los 800 metros, contra una media mundial de 133 metros. La mayor parte del fondo oceánico está cubierta por depósitos de origen glacial, excavados sobre el terreno helado y posteriormente trasladados al mar.

## Recursos naturales
Los recursos naturales del océano Antártico no han sido explotados aun; se sospecha la presencia de grandes yacimientos petrolíferos y gas natural en las proximidades del continente antártico y de nódulos de manganeso. El hielo que cubre la Antártida es la mayor reserva de agua dulce del mundo: casi el 81 % del total. El océano presenta grandes poblaciones de kril y varias especies de peces.

## Ambiente
Toda la región de la Antártida está bajo la influencia del agujero de ozono, que permite a los rayos ultravioletas el paso a través de la atmósfera terrestre. Se estima que este fenómeno se debe a la disminución del 15 % del fitoplancton del océano. En los últimos años se han tenido noticias sobre la pesca ilegal y no regulada. La pesca comercial de las ballenas está prohibida por debajo de los 40° S. La navegación y la pesca de otras especies están reguladas por varios tratados. Varias naciones prohíben la explotación minera del océano al sur del Frente Polar, que se encuentra en el medio de la Corriente Circumpolar Antártica y constituye la línea divisoria entre las aguas frías polares y aquellas más cálidas del norte.
Los datos más recientes sobre la pesca se remiten a los años 1998-1999, con un total 199 898 toneladas (siendo 85 % del total kril). En 1999 han sido firmados nuevos tratados para evitar la pesca ilegal. En el verano de 1998-1999 se contabilizaron 10 013 turistas, en su mayoría pasajeros de barcos, contra los 9604 del año precedente.

## Historia

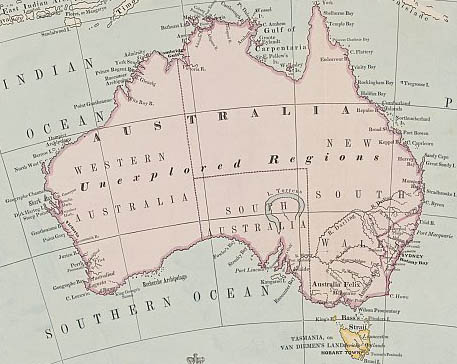
Mapa del 1863 que muestra el océano Antártico (Southern Ocean) extendido hasta las costas de Australia

La segunda edición (1937) de Límites de Océanos y Mares del IHO incluía el océano Antártico; aun así, no aparecería en la tercera edición (1953) debido a la fluctuación de sus límites hidrográficos norteños con las estaciones y porque los científicos creían que un océano se tendría que definir como "agua rodeaba por tierra" no agua que rodeaba tierra. Las oficinas hidrográficas de los Estados miembros han definido sus propios límites; el Reino Unido utiliza el paralelo 55°S.
El IHO se enfrentó con la misma cuestión en una encuesta del año 2000. De las 68 naciones de miembros, 28 respondieron, y todos los respondieron afirmativamente, excepto Argentina, en la propuesta de definir un océano nuevo. El nombre Océano del Sur venció por 18 votos a la alternativa Océano Antártico (aun así este nombre es lo más común en muchas lenguas). La mitad de los votos apoyaban al hecho que el límite del océano fuera el paralelo 60S (sin interrupciones de tierra en esta latitud), y 14 votos para otras definiciones, principalmente el paralelo 50S e incluso alguno para límites muy septentrionales como el paralelo 35S.
Otras fuentes como la National Geographic Society continúan mostrando los océanos Atlántico, Pacífico y Índico extendiéndose hasta el Antártida.
En Australia, las autoridades cartográficas definen el océano Antártico incluyendo toda la masa de agua entre la Antártida y las costas del sur de Australia y Nueva Zelanda, aunque las autoridades de Nueva Zelanda no siguen generalmente esta definición. Los mapas costeros de Tasmania y Australia Meridional denominan su mar como Southern Ocean, mientras que el Cabo de Leeuwin en Australia Occidental es descrito como el punto en el cual se encuentran los océanos Índico y Antártico.

## Economía
Entre el 1 de julio de 1998 y el 30 de junio de 1999 se pescaron 119 898 toneladas, el 85% de las cuales era de kril y el 14% de merluza negra o merluza austral (Dissostichus eleginoides). Se adoptaron acuerdos internacionales hacia el final del 1999 para reducir la pesca ilegal y no regulada, que en la temporada 1998-1999 desembarcó de cinco a seis veces más merluza austral que el regulado. En verano antártico 1998-1999, 10 013 turistas, la mayoría en barco, visitaron el océano Antártico y la Antártida, y 9604 el año anterior.

## Disputas internacionales
El Tratado Antártico aplaza sine die cualquier reclamación; diferentes sectores (algunos de los cuales en parte se superponen) son reclamados por la Argentina, Australia, Francia, Noruega, Nueva Zelanda, el Reino Unido y Chile; la mayoría del resto de naciones (incluyendo los Estados Unidos) no reconocen las reclamaciones marítimas otros estados soberanos y no han hecho (aunque los Estados Unidos se reservan el derecho de hacer); no se han hecho reclamaciones formales en el sector comprendido entre los 90 grados oeste y los 150 grados oeste.

## Puertos
McMurdo y Palmer son puntos de anclaje a lo largo de la Antártida. En las zonas más australes, el hielo impide el anclaje y la mayor parte de los puertos son utilizables solo en la estación cálida. Algunos de estos puertos necesitan una nave rompehielos incluso en verano. La mayor parte de los puertos antárticos son utilizados por las bases de investigación gubernamentales y no están abiertos a naves comerciales o privadas, salvo en caso de emergencia. Los barcos que se encuentren al sur de los 60° de latitud pueden ser objeto de inspección por parte de los oficiales que se encargan de hacer respetar el Tratado Antártico.